# Cena Františka Lýska
Cena Františka Lýska je ocenění, které od roku 1988 sbormistrům dětských sborů a sborů mládeže udělují Unie českých pěveckých sborů, Sdružení sborových dirigentů AHUV, Nadace Český hudební fond a Lýskův nadační fond. 

## Ocenění
První laureáti ocenění nazvaného podle tvůrce českého sborového zpěvu Františka Lýska byli sbormistři Jiřina a Milan Uherkovi.